# Fisklösen (Kättilstads socken, Östergötland)
Fisklösen är en sjö i Kinda kommun i Östergötland och ingår i Storåns huvudavrinningsområde.